# Ansprand
Ansprand je bil leta 712 približno tri mesece kralj Langobardov.  Pred tem je bil vojvoda Astija  in leta 700-701 regent mladoletnega kralja  Liutperta,  * okrog 657, † 712.
Leta 702 ga je v nasledstveni vojni v Novari porazil  kasnejši kralj Raginpert in ga pregnal na dvor bavarskega vojvode Teodeberta. Leta 711 se je vrnil z veliko vojvodovo vojsko, kateri se je pridružilo veliko mož iz vzhodnega dela Langobardskega kraljestva. Vojska se je pri Pavii spopadla z vojsko uzurpatorja Ariperta II. in jo porazila.  Aripert je pobegnil v Pavio, kjer si je prilastil državno zakladnico in poskušal ponoči pobegniti v Galijo. Na begu je v reki Ticino utonil. Za njegovega naslednika so marca 712 izvolili Anspranda, ki je že junija istega leta umrl. Na langobardskem prestolu ga je nasledil edini še živi sin Liutprand.

## Sklic
1. ↑  German Tribes org Lombard Kings. GermanTribes.org. Arhivirano iz izvirnika 18. julija 2010. Pridobljeno 18. julija 2010.

| Ansprand Rojen: okrog 657 Umrl: 712 |                       |                      |
| Vladarski nazivi                    |                       |                      |
| Predhodnik: Aripert II.             | Kralj Langobardov 712 | Naslednik: Liutprand |